# Атакишиев, Таир Исрафил оглы
Таир Исрафил оглы Атакишиев (азерб. Tahir İsrafil oğlu Atakişiyev; 21 августа 1927, Геокчай — 30 ноября 2012, Баку) — советский азербайджанский музыкант и педагог, скрипач. Заслуженный деятель искусств Азербайджана (2007), профессор по классу скрипки. Брат Рауфа Атакишиева. Персональный пенсионер Президента Азербайджанской Республики (2008).

## Биография
Таир Атакишиев родился 21 августа 1927 года в городе Геокчай.
В 1945 году поступил в Азербайджанскую государственную консерваторию. Спустя некоторое время продолжил обучение по классу скрипки в Московской государственной консерватории, которую закончил в 1952 году по классу скрипка у Д. М. Цыганова.
С 1952 года и до самой смерти Таир Атакишиев преподавал на кафедре струнных инструментов Азербайджанской государственной консерватории.
С 1952 по 1963 годы являлся директором музыкальной школы при консерватории.
За свою педагогическую деятельность им было написано огромное количество обработок и транскрипций для скрипки и фортепиано, а также для музыкальных ансамблей. Большая их часть была издана музыкальными издательствами России и Азербайджана. Он является автором научно-методической работы Пособие для начального обучения игре на скрипке.
Среди его учеников были такие выдающиеся музыканты как Теймур Геокчаев, Владимир Богдановский, Ариф Манафлы; профессор БМА Тофха Бабаева; Диляра Мехтиева, Вадим Сандлер и многие другие. Всего же за свою жизнь Атакишиев воспитал более 80 учеников. Некоторые из них являются лауреатами всевозможных конкурсов, имеют звания заслуженных деятелей искусств Азербайджана.
Таир Атакишиев скончался 30 ноября 2012 года в Баку после тяжёлой болезни. Прощание с ним состоялось 1 декабря в Бакинской Академии.
17 января 2018 года в Азербайджанской Государственной Филармонии имени М.Магомаева прошел вечер памяти Таира Атакишиева. В программу концерта вошли произведения азербайджанских и зарубежных композиторов в исполнении Азербайджанского Государственного камерного оркестра имени К.Караева под управлением народного артиста республики Теймура Гейчаева.

## Награды, звания, учёные степени
Таир Атакишиев являлся профессором по классу скрипки. В 2007 году Ильхам Алиев присвоил ему звание заслуженного деятеля искусств Азербайджана.